# Port lotniczy Krzywy Róg
Port lotniczy Krzywy Róg (ukr. Міжнародний аеропорт Кривий Ріг, ang. Kryvyi Rih International Airport, kod IATA: KWG, kod ICAO: UKDR) – międzynarodowe lotnisko w Krzywym Rogu, na Ukrainie.

## Linie lotnicze i połączenia
Od 8 października 2021 r. na lotnisku nie ma rozkładowych tras, w związku z zamknięciem jedynego połączenia krajowego Windrose Aviation do Kijowa–Boryspol.